# Jakob Louis Snoek
Jakob Louis Snoek (* 18. Mai 1902 in Utrecht; † 3. Dezember 1950 in Elkhart, Indiana) war ein niederländischer Physiker.
Seine Eltern waren Jacob Louis Snoek (1873–1934) und Albertina Paula Dedoes (1874–1943). Er heiratete Ada (1900 in Surabaya – 1931), die Tochter von Jacob Julius Loogen (1867–1941), mit der er einen Sohn hatte. Nach ihrem frühen Tod heiratete er Maria Baltina Bergman (1896 in Rotterdam – 1983 in Northampton, Massachusetts).
Jakob Louis Snoek promovierte an der Universität Utrecht bei Leonard Ornstein und begann am Philips Natuurkundig Laboratorium in Eindhoven, wo er 1932 die Arbeit von Willem Elenbaas fortsetzte.
Er beschäftigte sich mit Fragen der Festkörperphysik. Ab 1937 untersuchte er die Eigenschaften von Ferriten und wie diese von den verwendeten Materialien (Fe, Mg, Ni, Cu, Zn) und Verunreinigungen (C,N) abhängen, insbesondere im Hinblick auf Anwendungen in der Elektronik und Telekommunikation. Unter anderem 1940 entwickelte er ein Ferrit mit Spinellstruktur, unabhängig von ähnlichen Forschungen von Yogoro Kato und Takeshi Takei in Japan. Ab etwa 1941 arbeitete er mit Gerhart Wolfgang Rathenau (1911–1989) zusammen. Die von ihm mitentwickelten Ferrite wurden industriell wichtig, zum Beispiel für Magnetbänder für Ton- und Bildaufnahmen. Er machte Ferroxcube bekannt. Das Snoek-Pendel, der Snoek-Peak, die Snoek-Dämpfung und der Snoek-Effekt sind nach ihm benannt.
Nach dem Krieg gab es einen Patent-Disput zwischen TDK und Philips.
Ende 1949 wurde er von Horizons Research, Inc. engagiert und zog im April 1950 nach Shaker Heights, Cuyahoga County. Am Abend des 3. Dezember wurde er auf dem Weg zur Arbeit in der Nähe von Nappanee auf vereister Straße in einen Autounfall verwickelt und verstarb zwei Stunden später im Elkhart General Hospital. Bestattet ist er auf dem Lake View Cemetery in Cleveland.

## Veröffentlichungen
- Beginselen der moderne zaalacoustiek; 1931
- mit A. E. van Arke: Zusammenhang zwischen Dipolmoment und Kohaesionskraeften; 1934
- Magnetic Powder Experiments on Rolled Nickel Iron; 1937
- Non Metallic Magnetic Material for High Frequencies; 1946
- New Developments in Ferromagnetic Materials; 1949 Digitalisat auf archive.org